# Cerce, Cemerivți
Cerce (în ucraineană Черче) este un sat în comuna Zalucicea din raionul Cemerivți, regiunea Hmelnîțkîi, Ucraina.

## Demografie
Componența lingvistică a localității Cerce
     Ucraineană (98,72%)
     Rusă (1,28%)
Conform recensământului din 2001, majoritatea populației localității Cerce era vorbitoare de ucraineană (98,72%), existând în minoritate și vorbitori de rusă (1,28%).